# 石生龙
石生龙（1955年10月—），辽宁庄河人。1976年加入中国共产党。北京航空学院（现北京航空航天大学）材料科学与工程系金属材料专业毕业，研究生学历，工学硕士。历任监察部副处长、处长，中纪委第一纪检监察室处长、副主任、主任，第四纪检监察室主任，中央纪委驻最高人民检察院纪检组组长等职。2008年调任广西壮族自治区党委常委、纪委书记。2014年1月，调任中纪委驻住建部纪检组组长。